# Drachensaat
Drachensaat (Originaltitel: Dragon Seed) ist ein US-amerikanisches Filmdrama in schwarz-weiß aus dem Jahr 1944. Regie führte zunächst Jack Conway und danach Harold S. Bucquet. Das Drehbuch schrieben Marguerite Roberts und Jane Murfin nach dem gleichnamigen Roman von Pearl S. Buck. Die Hauptrolle spielte Katharine Hepburn.

## Handlung
1937, kurz vor dem Zweiten Japanisch-Chinesischen Krieg, lebt der Reispflanzer Ling Tan mit seiner Frau und seinen drei Söhnen in einem chinesischen Dorf. Lao Ta, der älteste Sohn und seine Frau Orchid haben zwei Kinder, während der jüngste, Lao San noch Junggeselle ist. Der mittlere Sohn, Lao Er, ist frisch verheiratet mit Jade und zweifelt an der Liebe seiner Frau, auch weil sie ihren ehelichen Pflichten nicht nachkommt. In einem klärenden Gespräch erfährt er, dass Jade, sehr ungewöhnlich für eine Bäuerin vom Land, lesen kann und sich ein Buch wünscht. Lao Er erkundigt sich bei Wu Lien, einem Verwandten und Händler, der sich auf japanische Waren spezialisiert hat. Dieser empfiehlt das Buch Die Räuber vom Liang-Schan-Moor, ein Klassiker der chinesischen Literatur über eine Widerstandsgruppe. Als Wu Lien ihm das Buch verkauft, wird der Laden von einer wütenden Menge angegriffen, die von Wu verlangt, keine japanischen Waren mehr zu verkaufen. Als er sich weigert, zerstören sie den Laden. Lao Er kann Jade das Buch bringen, und die beiden finden zusammen.
Bald schon wird Jade schwanger. Doch auch der Krieg macht sich bemerkbar, die benachbarte Stadt wird bombardiert. Ling geht dorthin und ist entsetzt über die Zerstörung, die er dort vorfindet. Lao Er und Jade schließen sich den Flüchtlingen aus der Stadt mit dem Ziel an, eine Widerstandsgruppe zu organisieren. Die restliche Familie will dagegen den Krieg auf dem Hof durchstehen. Als die Japaner das Dorf übernehmen, werden sie friedlich empfangen. Sie wollen sich aber vergnügen und plündern und überfallen unter anderem auch Lings Hof. Dabei  vergewaltigen und töten sie Orchid. Daraufhin schließen sich auch Lao San und Lao Ta den Widerstandskämpfern an, Ling und seine Frau bleiben mit ihren Enkeln zurück. Wu Lien dagegen arrangiert sich mit den Japanern. Dadurch gewinnt er einen gewissen Einfluss und kann nun luxuriös leben.
Monate später sind Hunger und Krankheit ausgebrochen; Orchids Kinder sind bereits verhungert. Lao Er und Jade kommen mit ihrem inzwischen geborenen Sohn zurück, sie wollen den Widerstand von Lings Hof aus organisieren. Die Gruppe hat japanische Waffen gestohlen und greift damit gegnerische Soldaten an. Nachdem Verwandte Wu Lien verraten haben, dass von Lings Haus aus Widerstand geleistet wird, sucht Jade Wu Lien auf. Sie fragt ihn, auf welcher Seite er denn stehe, ist aber überzeugt, dass er sie auf Dauer verraten werde. Also hilft sie in der Küche, wo ein Festmahl für die Japaner vorbereitet wird und vergiftet das Essen. Mehrere japanische Soldaten sterben daran, und Wu Lien wird erschossen. Später, nach weiteren Kämpfen, fordert der Widerstand Lien und seine Kollegen an, ihre Ernte und ihr Land zu zerstören, damit der Gegner nicht davon profitieren könne. Die Bauern weigern sich zunächst, Jade überzeugt sie aber von der Notwendigkeit, den Japanern Vorräte vorzuenthalten. Jade und Lao Er werden weiter kämpfen, Ling und seine Frau dagegen fliehen mit Jades Sohn, die „Drachensaat“, in das noch freie China.

## Produktion
Nach dem großen Erfolg von Die gute Erde (1937) war Metro-Goldwyn-Mayer an einer weiteren Verfilmung eines Romans von Pearl S. Buck interessiert. So sicherte sich MGM die Rechte an dem Bestseller Drachensaat von 1942, der auch Zuspruch von den Kritikern erhalten hatte. Auch wenn klar war, dass die Produktion teuer werden würde, versprach man sich großen Erfolg von dem Film. Zudem konnte man mit der pro-chinesischen und anti-japanischen Propaganda dem Wunsch der Regierung nach Unterstützung bei den Kriegsbemühungen nachkommen.

### Cast und Crew
Ursprünglich war Mervyn LeRoy als Regisseur vorgesehen. Seine erste Wahl für die Rolle der Jade war Judy Garland, aber auch Luise Rainer, Hedy Lamarr und Greer Garson wurden für diese Rolle getestet. Hedy Lamarr und Greer Garson scheiterten, als man versuchte, sie als Chinesinnen zu schminken. Die Rolle des Wu Lien sollte ursprünglich von Charles Laughton gespielt werden. Als dieser aber wegen eines anderen Films (Das Gespenst von Canterville) absagen musste, wurden Laird Cregar und Sydney Greenstreet für die Rolle gehandelt. Weitere prominente Schauspieler, die für Rollen in Drachensaat im Gespräch waren, sind Edward Arnold, Walter Pidgeon, Donald Crisp, Fay Bainter, Edward G. Robinson, Van Heflin, Frank Morgan, Donna Reed und Gene Kelly.
Drachensaat markierte das Filmdebüt von Hurd Hatfield. Für Katharine Hepburn war es der erste Big-Budget-Film.
Für die Kostüme in Drachensaat war Irene verantwortlich, das Design stammte von Valles, das Szenenbild von Cedric Gibbons und Lyle R. Wheeler sowie Edwin B. Willis.

### Yellowface
Ein häufiger Kritikpunkt an Drachensaat ist, dass Weiße in dem Film Chinesen oder Japaner spielen. Dies trifft für alle halbwegs wichtigen Rollen in diesem Film zu. Diese, ursprünglich auf afroamerikanische Rollen gemünzt Blackface genannte Praxis war in den 1940er Jahren üblich, wird aber mittlerweile, vor allem in den USA, zum Teil heftig als rassistisch kritisiert. In dem Film treten auch ein paar chinesisch-stämmige Schauspieler auf, diese spielen aber zumeist Japaner. Laut Emanuel Levy begründete MGM dies mit der Aussage, dass keine japanisch-stämmigen Schauspieler zu haben waren; die seien alle interniert gewesen.
Selbst bei den Statisten sahen sich die Produzenten gezwungen zu improvisieren. Weil zu viele chinesisch-stämmige Amerikaner im Krieg kämpften, stellte man Mexikaner, Filipinos und Personen anderer Ethnien ein, bei denen es leicht schien, sie orientalisch aussehen zu lassen.
Karla Rae Fuller bot allerdings eine andere Deutung an. Ein wesentliches Ziel des Films sei es gewesen, amerikanische Ziele und Ideale hervorzuheben. Die chinesischen Figuren seien daher nur Mittel zum Zweck gewesen. Die ‚guten‘ Chinesen sollten von den ‚bösen‘ Japanern besser abgegrenzt werden, indem die Chinesen mehr wie Amerikaner wirkten. Auch die unterschiedlichen Dialekte, die in einer amerikanischen Großfamilie sehr viel wahrscheinlicher seien als in einer chinesischen, unterstützten diesen Ansatz.

### Dreharbeiten
Drachensaat wurde vom 4. Oktober 1943 bis Anfang März 1944 gedreht. Vom 3. bis 10. April 1944 entstanden zusätzliche Szenen. Gedreht wurde in Calabasas, in der Chinatown von Los Angeles und in den Studios von Metro-Goldwyn-Mayer. Am 21. Oktober 1943 wurden nachts Außenaufnahmen durchgeführt. Dies war das erste Mal nach Kriegsbeginn, dass solche Aufnahmen in den USA genehmigt wurden. Im Januar 1944 kollabierte Regisseur Jack Conway am Set und wurde durch Harold S. Bucquet ersetzt.
Der Film sollte in Technicolor aufgenommen werden, wurde dann aber in Life-Tone, einem von MGM entwickelten Verfahren, gedreht.

### Erstaufführung
Drachensaat wurde am 20. Juli 1944 in New York City uraufgeführt. Vertrieben wurde der Film von Metro-Goldwyn-Mayer. In Österreich wurde der Film am 7. Juli 1950 erstmals aufgeführt. Eine Aufführung im Deutschland konnte nicht nachgewiesen werden.

## Rezeption

### Kritiken
Drachensaat wird von den Kritikern durchaus unterschiedlich bewertet, es besteht aber Einigkeit darüber, dass der Film zu lang oder zumindest sehr lang sei. Ein häufiges Thema ist auch die Besetzung der Hauptrollen durch weiße Schauspieler. So etwas war in den 1940er Jahren noch normal, also wurden in den zeitgenössischen Kritiken eher die verschiedenen Akzente kritisiert, die bei Mitgliedern einer Familie nicht glaubwürdig seien, was von nicht zeitgenössischen Kritikern bestätigt wurde. Insbesondere störe der Dialekt von Katharine Hepburn und ganz besonders der von Akim Tamiroff, was der Kritiker der New York Times deutlich hervorhob („falls upon the ear as resonantly as the sound of a gefülte fish banged against a temple gong“) Spätere Kritiker hielten westliche Schauspieler in chinesischen Rollen für nicht überzeugend. Andere konnten den Film deswegen nicht genießen oder waren gar davon angewidert. Der Film sei rassistisch geschrieben und besetzt.
Der Gesamteindruck des Films wurde sehr unterschiedlich bewertet. Manche sahen einen feinen Film, der gute Unterhaltung biete, gar ein großartig gemachtes, kraftvolles Drama, das spannungsvolle, grausam realistische Action mit vielen so rührenden Szenen biete, das es schwer sei, die Tränen zurückzuhalten. Als Kriegsdrama mit Familienwerten sei der Film effektiv und auf eine seltsame Art packend. Andere fanden den Film gut gemeint, es sei kein schlechter Film, aber eine verpasste Gelegenheit. Auf jeden Fall sei er schlechter als Die gute Erde. Wieder andere fanden den Film einfach schauerlich, eines der schlechtesten Melodramen von Metro-Goldwyn-Mayer, langweilig als Propaganda und nicht überzeugend als Melodram. Der Rezensent der New York Times meinte, der Film lasse manchmal zumindest fast das wahre Ausmaß des Themas fühlen, manchmal zeige er aber auch nur eine Gruppe geschminkter Menschen, die Unsinn in verschiedenen Dialekten rede. Er zeige auch die ganze Kraft des Romans, schaffe es aber nicht, die Figuren ähnlich stark zu charakterisieren.
Die schauspielerischen Leistungen werden pauschal als kompetent und fehlerfrei eingestuft. Sie spielen ihre Rollen gut. Die Bewertungen von Katharine Hepburns Leistung gehen auseinander. Sie  wurde als besonders effektiv eingeschätzt, spiele ihre Rolle aber zu spröde. Auf der anderen Seite sah man sie als völlig fehl am Platz, es sei zusammen mit Sylvia Scarlett der seltsamste Film in ihrer Karriere, gar ein Tiefpunkt. Emanuel Levy berichtet zudem, dass die „großartige“ Katharine Hepburn sich bei seinen Interviews mit ihr weigerte, über Drachensaat zu sprechen. Sie soll nur gesagt haben, dies sei ein Job gewesen und ein Produkt seiner Zeit („an assignment and product of its time“). Hervorgehoben wird dagegen Aline MacMahon. Sie sei ebenfalls besonders effektiv, nur sie könne gefallen.
Die US-amerikanische Filmwissenschaftlerin und -kritikerin Jeanine Basinger hob Drachensaat in ihrem 1993 erschienenen Buch A Woman’s View – How Hollywood Spoke to Women 1930 - 1960 hervor. Er zeige Respekt für eine unabhängige, freie Frau, die weiß was sie will und danach handelt.

### Auszeichnungen
Bei der Oscarverleihung 1945 wurde Aline MacMahon in der Kategorie Beste Nebendarstellerin nominiert. Der Oscar ging jedoch an Ethel Barrymore für None But the Lonely Heart. Nominiert wurde auch Sidney Wagner in der Kategorie Beste Kamera (Schwarzweißfilm). Hier ging der Award an Joseph LaShelle für Laura.
Das National Board of Review stufte Drachensaat als den siebt-populärsten Film des Jahres ein.

### Einspielergebnis
Drachensaat spielte am Startwochenende in New York ein Rekordergebnis ein und wurde einer der Filme mit den besten Einspielergebnissen des Jahres. Angesichts des damals enorm hohen Budgets von 3 Millionen Dollar machte der Film zwar Gewinn, konnte aber die hohen Erwartungen nicht erfüllen.